# Курпјак
Курпјак (фр. Courpiac) насеље је и општина у југозападној Француској у региону Аквитанија, у департману Жиронда која припада префектури Лангон.
По подацима из 2011. године у општини је живело 114 становника, а густина насељености је износила 51,58 становника/km². Општина се простире на површини од 2,21 km². Налази се на средњој надморској висини од 64 метара (максималној 72 m, а минималној 17 m).

## Демографија
| 1962. | 1968. | 1975. | 1982. | 1990. | 1999. | 2011. |
| ----- | ----- | ----- | ----- | ----- | ----- | ----- |
| 74    | 84    | 88    | 83    | 93    | 101   | 114   |

График промене броја становника у току последњих година